# Podocarpus
Podocarpus, los mañíos, es un género de coníferas, el más ampliamente distribuido y numeroso dentro de la familia de las podocarpáceas. Incluye 105 especies de fanerófitos perennifolios casi todos dioicos que llegan a medir entre 1 y 25 m (rara vez 40 m). Las hojas de 0,5-15 cm se suelen colocar espiralmente en la rama y son de laceoladas a oblongas en algunos casos con un surco medio característico. Las piñas tiene 5 estratos en los que rara vez se encuentran más de 2 semillas viables. En la madurez estos estratos adquieren una morfología de baya de color rojo o púrpura que dispersan los pájaros cuando se caen. 

## Origen
Podocarpus se cree endémico de Gondwana y es un árbol típico de la flora antártica. Las especies del género generalmente se limitan a esta zona y comienzan a reemplazarse por flora esclerófila (Acacia y Eucalyptus) en Australia. En tiempo geológico, cuando Australia se iba juntando con Asia, a través de Indonesia y las montañas de Nueva Guinea, el género penetró en Asia. 

## Usos
Tienen diversos usos ornamentales y en ocasiones en la industria maderera. Una de sus especies Podocarpus macrophyllus, conocida en Japón como Kusamaki (pino budista, pino helecho), tiene un gran simbolismo espiritual. En Chile el mañío de hoja larga, Podocarpus salignus, es empleado como planta ornamental por sus llamativos arilos así como en la confección de muebles por su hermoso color amarillo vetado. A veces se hibrida con otras especies del género. (Nageia, Prumnopitys, Afrocarpus)
El Kusamaki (Podocarpus macrophyllus), y el 'Illawarra (Podocarpus elatus) presentan en el cono maduro unos arilos carnosos que son comestibles (siendo el resto de la planta tóxica).

## Clasificación
2 subgéneros Podocarpus y Foliolatus, que se distinguen en la piña y en la morfología foliar.

## Especies
- Subgénero Podocarpus
  - sección Podocarpus (África occidental y del sur)
    - Podocarpus elongatus
    - Podocarpus latifolius

  - sección Scytopodium (Madagascar, África occidental)
    - Podocarpus capuronii
    - Podocarpus henkelii
    - Podocarpus humbertii
    - Podocarpus madagascariensis
    - Podocarpus rostratus

  - sección Australis (Australia del sur, Nueva Zelanda, Nueva Caledonia, Chile)
    - Podocarpus alpinus
    - Podocarpus hallii (Podocarpus cunninghamii)
    - Podocarpus gnidioides
    - Podocarpus lawrencei
    - Podocarpus nivalis
    - Podocarpus nubigenus
    - Podocarpus totara

  - sección Crassiformis (Queensland)
    - Podocarpus smithii

  - sección Capitulatis (Chile, Brasil, los Andes, Argentina, Ecuador)
    - Podocarpus glomeratus
    - Podocarpus lambertii
    - Podocarpus parlatorei
    - Podocarpus salignus
    - Podocarpus sellowii
    - Podocarpus sprucei
    - Podocarpus transiens

  - sección Pratensis (sur de México, Guayanas y Perú)
    - Podocarpus oleifolius
    - Podocarpus pendulifolius
    - Podocarpus tepuiensis

  - sección Lanceolatis (sur de México, Antillas, Venezuela y Bolivia)
    - Podocarpus coriaceus - sabina cimarrona de Cuba, yaca de Jamaica.[2]
    - Podocarpus matudai
    - Podocarpus rusbyi
    - Podocarpus salicifolius
    - Podocarpus steyermarkii

  - sección Pumilis (Antillas y altitudes de las Guayanas)
    - Podocarpus angustifolius
    - Podocarpus aristulatus
    - Podocarpus buchholzii
    - Podocarpus roraimae
    - Podocarpus urbanii

  - sección Nemoralis (Sudamérica central y del norte)
    - Podocarpus brasiliensis
    - Podocarpus celatus
    - Podocarpus guatemalensis
    - Podocarpus magnifolius
    - Podocarpus purdieanus
    - Podocarpus trinitensis

- Subgénro Foliolatus
  - sección Foliolatus (Nepal, Sumatra, Filipinas, Nueva Guinea y Tonga)
    - Podocarpus archboldii
    - Podocarpus beecherae
    - Podocarpus borneensis
    - Podocarpus deflexus
    - Podocarpus insularis
    - Podocarpus levis
    - Podocarpus neriifolius
    - Podocarpus novae-caledoniae
    - Podocarpus pallidus
    - Podocarpus rubens
    - Podocarpus spathoides

  - sección Acuminatus (norte de Queensland, Nueva Guinea, Borneo)
    - Podocarpus dispermus
    - Podocarpus ledermannii
    - Podocarpus micropedunculatis

  - sección Globulus (Taiwán, Vietnam, Sumatra, Borneo y Nueva Caledonia)
    - Podocarpus annamiensis
    - Podocarpus globulus
    - Podocarpus lucienii
    - Podocarpus nakai
    - Podocarpus sylvestris
    - Podocarpus teysmannii

  - sección Longifoliolatus (Sumatra, Borneo, Fiyi)
    - Podocarpus atjehensis
    - Podocarpus bracteatus
    - Podocarpus confertus
    - Podocarpus decumbens
    - Podocarpus degeneri
    - Podocarpus gibbsii
    - Podocarpus longifoliolatus
    - Podocarpus polyspermus
    - Podocarpus pseudobracteatus
    - Podocarpus salomoniensis

  - sección Gracilis (sur de China, cruza Malasia hasta Fiji)
    - Podocarpus affinis
    - Podocarpus glaucus
    - Podocarpus lophatus
    - Podocarpus pilgeri
    - Podocarpus rotundus

  - sección Macrostachyus (sur de Asia hasta Nueva Guinea)
    - Podocarpus brassii
    - Podocarpus brevifolius
    - Podocarpus costalis
    - Podocarpus crassigemmis
    - Podocarpus tixieri

  - sección Rumphius (Hainan, sur de Malasia hasta Queensland)
    - Podocarpus grayii
    - Podocarpus laubenfelsii
    - Podocarpus rumphii

  - sección Polystachyus (sur de China y Japón, Malasia, New Guinea y norte de Australia)
    - Podocarpus chinensis
    - Podocarpus chingianus
    - Podocarpus elatus
    - Podocarpus fasciculus
    - Podocarpus macrocarpus
    - Podocarpus macrophyllus
    - Podocarpus polystachyus
    - Podocarpus ridleyi
    - Podocarpus subtropicalis

  - sección Spinulosus (costss surorientales y suroccidentales de Australia)
    - Podocarpus drouynianus
    - Podocarpus spinulosus